# II liga polska w piłce siatkowej mężczyzn (2007/2008)
II liga polska w piłce siatkowej mężczyzn 2007/2008 – 18. edycja ligowych rozgrywek siatkarskich trzeciego szczebla, organizowanych przez Polski Związek Piłki Siatkowej pod nazwą II liga.
Zmagania toczą się potrójnie:
1. Etap I (dwurundowa faza zasadnicza) – przeprowadzona w formule ligowej, systemem kołowym (tj. "każdy z każdym - mecz i rewanż"). Miała na celu wyłonienie dwóch grup: walczącej o awans do I ligi i walczącej o utrzymanie się w II lidze polskiej.
2. Etap II (dwurundowa faza play-off) – przeprowadzona w systemem pucharowym. Rywalizacja toczyła się o miejsca 1-4, 5-6 oraz o utrzymanie. Przystąpiło do niej 10 drużyn.
3. Etap III (baraże o awans) - jedna runda barażowa rozegrana systemem pucharowym. Wzięli w niej udział zwycięzcy poszczególnych grup II ligi. Miała za zadanie wyłonić 2 zespoły, które awansują bezpośrednio do I ligi.

## Drużyny uczestniczące

### Grupa 1
Grupę 1 tworzy 10 klubów siatkarskich z województw: dolnośląskiego (część), lubuskiego, wielkopolskiego, zachodniopomorskiego.
| | Uczestnicy poprzedniej edycji   |   |
| --- | ------------------------------- | - |
| WAŁ | TS Juventur Koksownia Wałbrzych | 1 |
| SUL | STS Olimpia Sulęcin             | 3 |
| SZC | Morze Bałtyk Szczecin           | 4 |
| POZ | AZS UAM Poznań                  | 5 |
| ZG | Stelmet AZS UZ Zielona Góra     | 6 |
| SUL | MSKS Orion Sulechów             | 7 |
| LEG | KGHM Metraco PWSZ Ikar Legnica  | 9 |
| | Spadek z I ligi                 |   |
| JOK | Joker Piła                      | 2 |
| | Awans z III ligi                |   |
| LUB | Cuprum Lubin                    |   |
| TRZ | MKS MDK Trzcianka               |   |
| Oznaczenia: - kolumna pierwsza – skróty nazw drużyn wpisane na mapie (jeśli ta została zamieszczona), - kolumna trzecia – miejsce zajęte przez daną drużynę w poprzednim sezonie. |                                 |   |

### Grupa 2
Grupę 2 tworzy 11 klubów siatkarskich z województw: łódzkiego, opolskiego, dolnośląskiego (część), śląskiego (część).
| | Uczestnicy poprzedniej edycji |    |
| --- | ----------------------------- | -- |
| SYC | MKS Kama Rosiek Syców         | 2  |
| RZĄ | LKS Czarni Wirex Rząśnia      | 3  |
| CZE | Delic-Pol Norwid Częstochowa  | 4  |
| STO | UKS Karo Strzelce Opolskie    | 5  |
| RAC | KS AZS Rafako Racibórz        | 6  |
| DZŁ | KS Warta Działoszyn           | 7  |
| ŁÓD | UKS SMS Łódź                  | 8  |
| KAM | Sudety Kamienna Góra          | 8  |
| SPA | SMS PZPS Spała II             | 10 |
| | Spadek z I ligi               |    |
| OZO | MKS Bzura Ozorków             | 12 |
| | Awans z III ligi              |    |
| WIE | Pamapol Siatkarz Wieluń       |    |
| Oznaczenia: - kolumna pierwsza – skróty nazw drużyn wpisane na mapie (jeśli ta została zamieszczona), - kolumna trzecia – miejsce zajęte przez daną drużynę w poprzednim sezonie. |                               |    |

### Grupa 3
Grupę 3 tworzy 10 klubów z województw: kujawsko-pomorskiego, mazowieckiego, podlaskiego, pomorskiego i warmińsko-mazurskiego.
| | Uczestnicy poprzedniej edycji |    |
| --- | ----------------------------- | -- |
| KOZ | KKS Armat Kozienice           | 2  |
| GDA | GTS Gdańsk                    | 2  |
| WRK | WTS Warka                     | 2  |
| WIL | Wilga Garwolin                | 3  |
| LEG | SKF Legia Warszawa            | 4  |
| OLS | AZS UWM Olsztyn II            | 5  |
| OST | Pekpol Ostrołęka              | 6  |
| AUG | ZKS Ślepsk Augustów           | 8  |
| | Spadek z I ligi               |    |
| HAJ | Pronar Parkiet Hajnówka       | 11 |
| | Awans z III ligi              |    |
| SIE | Ósemka Elmo Siedlce           |    |
| Oznaczenia: - kolumna pierwsza – skróty nazw drużyn wpisane na mapie (jeśli ta została zamieszczona), - kolumna trzecia – miejsce zajęte przez daną drużynę w poprzednim sezonie. |                               |    |

### Grupa 4
Grupę 4 tworzy 10 klubów z województw: lubelskiego, małopolskiego, podkarpackiego, śląskiego (części) i świętokrzyskiego.
| | Uczestnicy poprzedniej edycji |   |
| --- | ----------------------------- | - |
| BED | MKS MOS Będzin                | 1 |
| ROP | Błękitni Ropczyce             | 3 |
| RAD | RCS Radom                     | 4 |
| RDL | Górnik Radlin                 | 5 |
| KRO | AZS PWSZ Karpaty Krosno       | 7 |
| | Awans z III ligi              |   |
| KIE | Fart Kielce                   |   |
| POL | KU AZS Politechnika Krakowska |   |
| WOL | MOS Wola Warszawa             |   |
| KĘT | TS Hejnał Kęty                |   |
| MJA | MCKiS Jaworzno                |   |
| Oznaczenia: - kolumna pierwsza – skróty nazw drużyn wpisane na mapie (jeśli ta została zamieszczona), - kolumna trzecia – miejsce zajęte przez daną drużynę w poprzednim sezonie. |                               |   |

## Grupa 1
| Lp. | Drużyna                     |
| --- | --------------------------- |
| 1   | Stelmet AZS UZ Zielona Góra |
| 2   | Joker Piła                  |
| 3   | STS Olimpia Sulęcin         |
| 4   | Orion Sulechów              |
| 5   | AZS UAM Poznań              |
| 6   | Morze Bałtyk Szczecin       |
| 7   | Cuprum Lubin                |
| 8   | MKS MDK Trzcianka           |
| 9   | Koksownia Wałbrzych         |
| 10  | Ikar Legnica                |

     awans do baraży o I ligę
     baraż o utrzymanie (z drużyną z III ligi)
     spadek do III ligi

## Grupa 2
| Lp. | Drużyna                      |
| --- | ---------------------------- |
| 1   | Sudety Kamienna Góra         |
| 2   | Czarni Wirex Rząśnia         |
| 3   | Bzura Ozorków                |
| 4   | Kama Rosiek Syców            |
| 5   | Rafako Racibórz              |
| 6   | Delic-Pol Norwid Częstochowa |
| 7   | Warta Działoszyn             |
| 8   | Pamapol Siatkarz Wieluń      |
| 9   | Karo Strzelce Opolskie       |
| 10  | UKS SMS Łódź                 |
| 11  | SMS PZPS II Spała            |

     awans do baraży o I ligę
     baraż o utrzymanie (z drużyną z III ligi)
     spadek do III ligi

## Grupa 3
| Lp. | Drużyna                 |
| --- | ----------------------- |
| 1   | Pronar Parkiet Hajnówka |
| 2   | Pekpol Ostrołęka        |
| 3   | ZKS Ślepsk Augustów     |
| 4   | Wilga Garwolin          |
| 5   | AZS UWM II Olsztyn      |
| 6   | Ósemka Siedlce          |
| 7   | SKF Legia Warszawa      |
| 8   | Armat Kozienice         |
| 9   | GTS Gdańsk              |
| 10  | WTS Warka               |

     awans do baraży o I ligę
     baraż o utrzymanie (z drużyną z III ligi)
     spadek do III ligi

## Grupa 4
| Lp. | Drużyna                    |
| --- | -------------------------- |
| 1   | MKS MOS Będzin             |
| 2   | Błękitni Ropczyce          |
| 3   | Fart Kielce                |
| 4   | Karpaty Krosno             |
| 5   | RCS Radom                  |
| 6   | AZS Politechnika Krakowska |
| 7   | MOS Wola Warszawa          |
| 8   | Hejnał Kęty                |
| 9   | Górnik Radlin              |
| 10  | MCKiS Jaworzno             |

     awans do baraży o I ligę
     baraż o utrzymanie (z drużyną z III ligi)
     spadek do III ligi

## Baraże o I ligę
(do trzech zwycięstw)
| Data       | Gospodarz            | Rezultat                                | Gość                 |
| ---------- | -------------------- | --------------------------------------- | -------------------- |
| 10.05.2008 | AZS UZ Zielona Góra  | 2:3 (23:25, 25:20, 22:25, 25:16, 12:15) | Pronar Hajnówka      |
| 11.05.2008 | AZS UZ Zielona Góra  | 3:1 (25:16, 25:22, 20:25, 25:22)        | Pronar Hajnówka      |
| 17.05.2008 | Pronar Hajnówka      | 3:1 (25:17, 25:21, 23:25, 25:20)        | AZS UZ Zielona Góra  |
| 18.05.2008 | Pronar Hajnówka      | 3:1 (25:22, 25:15, 23:25, 25:22)        | AZS UZ Zielona Góra  |
| 10.05.2008 | Sudety Kamienna Góra | 0:3 (19:25, 22:25, 23:25)               | MKS MOS Będzin       |
| 11.05.2008 | Sudety Kamienna Góra | 3:1 (25:20, 25:27, 26:24, 25:15)        | MKS MOS Będzin       |
| 17.05.2008 | MKS MOS Będzin       | 2:3 (25:18, 15:25, 22:25, 25:20, 7:15)  | Sudety Kamienna Góra |
| 18.05.2008 | MKS MOS Będzin       | 3:0 (25:18, 25:22, 25:18)               | Sudety Kamienna Góra |
| 21.05.2008 | Sudety Kamienna Góra | 1:3 (25:21, 19:25, 12:25, 13:25)        | MKS MOS Będzin       |